# نوربيرتو فوينتيس
نوربيرتو فوينتيس هو كاتب ومؤلف وصحفي كوبي، ولد في 2 مارس 1943 في هافانا في كوبا.